# Izabo
Izabo, bildat 1989 i Petah Tikva, är ett israeliskt band som består av Ran Shem Tov på sång och gitarr, Shiri Hadar på keybaord, Jonathan Levi på bas och Nir Mantzur på trummor.

## Karriär
År 2003 släppte bandet sitt debutalbum The Fun Makers. Efter det fick de skivkontrakt med SME och släppte The Morning Hero EP i Storbritannien. År 2005 släpptes debutalbumet The Fun Makers på nytt i flera länder genom skivbolaget Rough Trade NL och år 2006 i Frankrike genom Roymusic/Discograph. Sedan 2006 har bandet varit upptagna med att turnera över Europa och med att framträda vid flera musikfestivaler. År 2008 släpptes deras andra album Superlight i både Israel och Frankrike. År 2011 skrev gruppen på ett kontrakt med det brittiska skivbolaget 100% Records. Ett nytt album är förväntat innan år 2012 är slut.

### Eurovision
De representerade Israel i Eurovision Song Contest 2012 med låten "Time". De gjorde sitt framträdande i den första semifinalen den 22 maj. De lyckades dock inte ta sig vidare till finalen.

## Diskografi

### Album
- 2003 – The Fun Makers
- 2005 – The Morning Hero EP
- 2008 – Superlight
- 2012 - Life Is On My Side

### Singlar
- 2012 – Time